# Polymera minutior
Polymera minutior är en tvåvingeart som beskrevs av Alexander 1942. Polymera minutior ingår i släktet Polymera och familjen småharkrankar.
Artens utbredningsområde är Ecuador. Inga underarter finns listade i Catalogue of Life.